# Vallat d'Estaon
El Vallat d'Estaon és una vall del terme municipal de Vall Cardós, a la comarca del Pallars Sobirà.
És una vall secundària de la Vall de Cardós, però que conforma un espai amb molta personalitat a dins de la Vall de Cardós. Contenia tot l'antic municipi d'Estaon, amb els tres pobles que el formaven: Estaon, Anàs i Bonestarre.
Aquesta vall es vertebra a l'entorn del Riu d'Estaon, des de la capçalera, amb tots els seus afluents, tot el curs mitjà, fins a la Central del Pubill, al nord del poble de Surri, on abandona l'estreta vall que s'anomena Vallat d'Estaon per entrar en la vall principal de la Noguera de Cardós.